# Aulo Sempronio Atratino (tribuno consular 444 a. C.)
Aulo Sempronio Atratino  fue un político y militar romano del siglo V a. C. que perteneció a la gens Sempronia. Formó parte del primer colegio de tribunos consulares.

## Familia
Atratino fue miembro de los Sempronios Atratinos, una rama patricia de la gens Sempronia. Fue hijo del dos veces consular Aulo Sempronio Atratino, hermano del cónsul suffectus Lucio Sempronio Atratino y padre del consular Cayo Sempronio Atratino.

## Tribuno consular
En el año 444 a. C. fue elegido uno de los tres primeros tribunos consulares. Sin embargo, él y sus colegas tuvieron que dimitir al cabo de tres meses, debido a que los augures, tras interpretar los presagios, encontraron una posible irregularidad en la que incurrió el presidente de los comicios, Cayo Curcio Filón, al convocar las elecciones.